# به ما فکر می‌کنی
«به ما فکر می‌کنی» یا «به ما فکر کن» (انگلیسی: Think About Us) ترانه‌ای از گروه دخترانه اهل بریتانیا لیتل میکس از پنجمین آلبوم استودیویی‌شان، ال‌ام۵ (۲۰۱۸) است. نسخه ریمیکس‌شده ترانه با همراهی خواننده رپ آمریکایی تای دولا ساین در ۲۵ ژانویه ۲۰۱۹ به‌عنوان دومین و آخرین تک‌آهنگ آلبوم منتشر شد. این تک‌آهنگ به رتبه ۲۲ در جدول تک‌آهنگ‌های بریتانیا رسید و گواهی نقره را از صنعت ضبط صدای بریتانیا بابت فروش بیش از ۲۰۰٬۰۰۰ نسخه دریافت کرد.